# Marceli Marcichowski
Marceli Marcichowski (ur. 15 stycznia 1878 w Wyżnianach, zm. 11 lipca 1926 w Warszawie) – inżynier budownictwa, profesor inżynierii leśnej i geodezji Szkoły Głównej Gospodarstwa Wiejskiego.

## Życiorys
Urodził się w chłopskiej rodzinie Kacpra i Michaliny z Czadów. Absolwent VIII państwowego gimnazjum we Lwowie. W latach 1897–1902 studiował w politechnice lwowskiej na wydziale inżynierii. Po ukończeniu studiów został asystentem katedry budowy mostów pod kierownictwem prof. Maksymiliana Thulliego. Studiował w Paryżu w Szkole Dróg i Mostów oraz w Zurychu i Berlinie.
W 1906 na Politechnice Lwowskiej uzyskał doktorat na podstawie pracy „Nowe badania nad wytrzymałością słupów na wyboczenie”. W latach 1907–1919 był wykładowcą w politechnice lwowskiej budownictwa betonowego i mostów.
W oparciu o pracę „O przyczepności betonu do żelaza” uzyskał w 1912 habilitację na politechnice lwowskiej. W latach 1912–1913 jako stypendysta Akademii Umiejętności przebywał w Londynie i w instytucie doświadczalnym uniwersytetu Rockefellera w Chicago. W czasie I wojny światowej służył w armii austriackiej i walczył na froncie albańskim.
Po odzyskaniu niepodległości w 1919 przeniósł się do Warszawy i pracował w Ministerstwie Robót Publicznych jako radca. W latach 1919–1921 był na Politechnice Warszawskiej jako zastępca profesora. W 1920 został mianowany profesorem zwyczajnym inżynierii leśnej i geodezji na Wydziale Leśnym w Szkole Głównej Gospodarstwa Wiejskiego w Warszawie. W latach 1921–1924 był dziekanem Wydziału Leśnego w SGGW.
Był autorem około 30 prac związanych z żelbetem, które były publikowane w Czasopiśmie Technicznym. W 1913 we Lwowie wydał podręcznik „Budownictwo betonowe” i w Warszawie dla potrzeb SGGW skrypt „Geodezja”.
W małżeństwie z Oktawią z Kowalewskich nie miał dzieci. Zmarł 11 lipca 1926 w Warszawie.